# مارتن دوفي
مارتن دوفي (بالإنجليزية: Martin Duffy)‏ هو عازف لوحة المفاتيح بريطاني، ولد في 18 مايو 1967 في برمنغهام في المملكة المتحدة.

## وصلات خارجية
- مارتن دوفي على موقع ميوزك برينز (الإنجليزية)
- مارتن دوفي على موقع أول ميوزيك (الإنجليزية)
- مارتن دوفي على موقع ديسكوغز (الإنجليزية)